# Galten
Galten es una localidad situada en el municipio de Skanderborg, en la región de Jutlandia Central (Dinamarca), con una población estimada a principios de 2012 de unos 7874 habitantes.
Se encuentra ubicada en el centro-este de la península de Jutlandia, a muy poca distancia al oeste de la ciudad de Aarhus.